# ماونابو، پورتوریکو
ماونابو (به انگلیسی: Maunabo) یک منطقهٔ مسکونی در ایالات متحده آمریکا است که در پورتوریکو واقع شده‌است.
 ماونابو ۷۲٫۲۱ کیلومتر مربع مساحت و ۱۲٬۲۲۵ نفر جمعیت دارد.